# Gran Premi d'Abu Dhabi del 2022
El Gran Premi d'Abu Dhabi de Fórmula 1, la vintena-dosena i última cursa de la temporada 2022 ès disputat al Circuit de Yas Marina, a Abu Dhabi entre els dies 18 a 20 de novembre del 2022.

## Qualificació
La qualificació fou realitzada el dia 19 de novembre.
| Pos.               | Nº | Pilot            | Equip/Motor           | Part 1   | Part 2   | Part 3   | Graella |
| ------------------ | -- | ---------------- | --------------------- | -------- | -------- | -------- | ------- |
| 1                  | 1  | Max Verstappen   | Red Bull-RBPT         | 1:24.754 | 1:24.622 | 1:23.824 | 1       |
| 2                  | 63 | George Russell   | Mercedes              | 1:24.820 | 1:24.419 | 1:24.052 | 2       |
| 3                  | 44 | Lewis Hamilton   | Mercedes              | 1:25.211 | 1:24.517 | 1:24.092 | 3       |
| 4                  | 11 | Sergio Pérez     | Red Bull-RBPT         | 1:25.090 | 1:24.521 | 1:24.242 | 4       |
| 5                  | 55 | Carlos Sainz Jr. | Ferrari               | 1:25.594 | 1:24.774 | 1:24.508 | 5       |
| 6                  | 16 | Charles Leclerc  | Ferrari               | 1:25.545 | 1:24.940 | 1:24.511 | 6       |
| 7                  | 4  | Lando Norris     | McLaren-Mercedes      | 1:25.387 | 1:24.903 | 1:24.769 | 7       |
| 8                  | 31 | Esteban Ocon     | Alpine-Renault        | 1:25.735 | 1:25.007 | 1:24.830 | 8       |
| 9                  | 5  | Sebastian Vettel | Aston Martin-Mercedes | 1:25.523 | 1:24.974 | 1:24.961 | 9       |
| 10                 | 3  | Daniel Ricciardo | McLaren-Mercedes      | 1:25.766 | 1:25.068 | 1:25.045 | 131     |
| 11                 | 14 | Fernando Alonso  | Alpine-Renault        | 1:25.782 | 1:25.096 |          | 10      |
| 12                 | 22 | Yuki Tsunoda     | AlphaTauri-RBPT       | 1:25.630 | 1:25.219 |          | 11      |
| 13                 | 47 | Mick Schumacher  | Haas-Ferrari          | 1:25.711 | 1:25.225 |          | 12      |
| 14                 | 18 | Lance Stroll     | Aston Martin-Mercedes | 1:25.741 | 1:25.359 |          | 14      |
| 15                 | 24 | Guanyu Zhou      | Alfa Romeo-Ferrari    | 1:25.594 | 1:25.408 |          | 15      |
| 16                 | 20 | Kevin Magnussen  | Haas-Ferrari          | 1:25.834 |          |          | 16      |
| 17                 | 10 | Pierre Gasly     | AlphaTauri-RBPT       | 1:25.859 |          |          | 17      |
| 18                 | 77 | Valtteri Bottas  | Alfa Romeo-Ferrari    | 1:25.892 |          |          | 18      |
| 19                 | 23 | Alexander Albon  | Williams-Mercedes     | 1:26.028 |          |          | 19      |
| 20                 | 6  | Nicholas Latifi  | Williams-Mercedes     | 1:26.054 |          |          | 20      |
| 107%Temps:1:30.687 |    |                  |                       |          |          |          |         |
| Font:              |    |                  |                       |          |          |          |         |

Notes
- ^1  – Daniel Ricciardo va ser penalitzat en tres posicions a la graella de sortida per col·lidir amb Kevin Magnussen en la cursa anterior.

## Resultats de la cursa
La cursa serà realitzada el dia 20 de novembre.
| Pos.                                                                       | Nº | Pilot            | Equip/Motor           | Voltes | Temps/Retirada   | Graella | Punts |
| -------------------------------------------------------------------------- | -- | ---------------- | --------------------- | ------ | ---------------- | ------- | ----- |
| 1                                                                          | 1  | Max Verstappen   | Red Bull-RBPT         | 58     | 1:27:45.914      | 1       | 25    |
| 2                                                                          | 16 | Charles Leclerc  | Ferrari               | 58     | +8.771           | 3       | 18    |
| 3                                                                          | 11 | Sergio Pérez     | Red Bull-RBPT         | 58     | +10.093          | 2       | 15    |
| 4                                                                          | 55 | Carlos Sainz Jr. | Ferrari               | 58     | +24.892          | 4       | 12    |
| 5                                                                          | 63 | George Russell   | Mercedes              | 58     | +35.888          | 6       | 10    |
| 6                                                                          | 4  | Lando Norris     | McLaren-Mercedes      | 58     | +56.234          | 7       | 91    |
| 7                                                                          | 31 | Esteban Ocon     | Alpine-Renault        | 58     | +57.240          | 8       | 6     |
| 8                                                                          | 18 | Lance Stroll     | Aston Martin-Mercedes | 58     | +1:16.931        | 14      | 4     |
| 9                                                                          | 3  | Daniel Ricciardo | McLaren-Mercedes      | 58     | +1:23.268        | 13      | 2     |
| 10                                                                         | 5  | Sebastian Vettel | Aston Martin-Mercedes | 58     | +1:23.898        | 9       | 1     |
| 11                                                                         | 22 | Yuki Tsunoda     | AlphaTauri-RBPT       | 58     | +1:29.371        | 11      |       |
| 12                                                                         | 24 | Guanyu Zhou      | Alfa Romeo-Ferrari    | 57     | +1 volta         | 15      |       |
| 13                                                                         | 23 | Alexander Albon  | Williams-Mercedes     | 57     | +1 volta         | 19      |       |
| 14                                                                         | 10 | Pierre Gasly     | AlphaTauri-RBPT       | 57     | +1 volta         | 17      |       |
| 15                                                                         | 77 | Valtteri Bottas  | Alfa Romeo-Ferrari    | 57     | +1 volta         | 18      |       |
| 16                                                                         | 47 | Mick Schumacher  | Haas-Ferrari          | 57     | +1 volta2        | 12      |       |
| 17                                                                         | 20 | Kevin Magnussen  | Haas-Ferrari          | 57     | +1 volta         | 16      |       |
| 18                                                                         | 44 | Lewis Hamilton   | Mercedes              | 55     | +3 voltes        | 5       |       |
| 19                                                                         | 6  | Nicholas Latifi  | Williams-Mercedes     | 55     | +3 voltes        | 20      |       |
| Ret                                                                        | 14 | Fernando Alonso  | Alpine-Renault        | 27     | Prob. Hidràulics | 10      |       |
| Volta ràpida: — Lando Norris (McLaren-Mercedes) – 1:28.391 (a la volta 44) |    |                  |                       |        |                  |         |       |
| Font:                                                                      |    |                  |                       |        |                  |         |       |

Notes
- ^1  –Inclòs punt extra per volta ràpida.
- ^2  – Mick Schumacher va ser penalitzat amb 10 segons al seu temps final per causar una col·lisió amb Nicholas Latifi, però la seva posició no va ser afectada en finalitzar la cursa amb tornada perduda.
- Darrera cursa de Sebastian Vettel i Nicholas Latifi a la Fórmula 1.
- Darrera cursa de Daniel Ricciardo per McLaren i el seu retorn a la categoria té lloc el 2023 per l'AlphaTauri.
- Darrera cursa de Mick Schumacher fins ara a la Fórmula 1.
- Darrera cursa de Fernando Alonso per l'Alpine-Renault i Pierre Gasly per l'AlphaTauri.

## Classificació final després de la cursa
| Pos. | Pilot            | Punts | Canvis |
| ---- | ---------------- | ----- | ------ |
| 1    | Max Verstappen   | 454   | =      |
| 2    | Charles Leclerc  | 308   | =      |
| 3    | Sergio Pérez     | 305   | =      |
| 4    | George Russell   | 275   | =      |
| 5    | Carlos Sainz Jr. | 246   | 1      |

| Pos. | Constructor      | Punts | Canvis |
| ---- | ---------------- | ----- | ------ |
| 1    | Red Bull-Honda   | 759   | =      |
| 2    | Ferrari          | 554   | =      |
| 3    | Mercedes         | 515   | =      |
| 4    | Alpine-Renault   | 173   | =      |
| 5    | McLaren-Mercedes | 159   | =      |